# Orfeo ed Euridice
Orfeo ed Euridice (französisch Orphée et Euridice, deutsch Orpheus und Eurydike) ist eine Oper (Originalbezeichnung: „Azione teatrale per musica“ bzw. „Tragédie-opéra“) in drei Akten, die die Geschichte des thrakischen Sängers Orpheus erzählt. Die Musik stammt von Christoph Willibald Gluck, das Libretto von Ranieri de’ Calzabigi. Die Uraufführung der italienischen Erstfassung fand am 5. Oktober 1762 im Wiener Burgtheater, die der französischen Fassung am 2. August 1774 in der Académie Royale de Musique in Paris statt.

## Handlung
Der griechische Orpheus-Mythos spielte ursprünglich in Thrakien. Um die Einheit des Orts zu gewährleisten, verlegte sie der Librettist Calzabigi an den Averner See, der im alten Rom als Eingang zur Unterwelt angesehen wurde.
Die Szenenaufteilung der folgenden Inhaltsangabe bezieht sich auf die italienische (Wiener) Fassung von 1762. Die Szenennummern und die in der französischen (Pariser) Fassung von 1774 ergänzten Stücke sind in eckigen Klammern angegeben.

### Erster Akt
Hübscher, aber einsamer Lorbeer- und Zypressenhain, der in einer künstlichen Lichtung auf einer kleinen Ebene das Grabmal der Eurydike umgibt
Szene 1 [1–2]. Gemeinsam mit Hirten und Hirtinnen beweint Orpheus am Grab der Eurydike deren Verlust (Chor: „Ah! se intorno a quest’urna funesta“/„Ah! Dans ce bois“). Auf seine Bitte lassen ihn die Freunde allein, damit er sich seiner Trauer widmen kann (Arie: „Chiamo il mio ben così“/„Objet de mon amour!“). In seiner Verzweiflung fordert er die Götter auf, ihm seine Gefährtin zurückzugeben. Sonst werde er selbst in die Unterwelt steigen und sie ihnen entreißen.
Szene 2 [3–4]. Der Liebesgott Amor erscheint mit der Nachricht, dass Zeus (Jupiter) dem Sänger den Abstieg zum Hades erlaube: Wenn es ihm gelingt, die Furien dort mit seinem Gesang zu rühren, darf er Eurydike wieder zu den Lebenden zurückführen [Arie: „Si les doux accords de ta lyre“], unter der Bedingung, dass er sich beim Rückweg nicht zu ihr umsieht (Arie: „Gli sguardi trattieni“/„Soumis au silence“). Orpheus nimmt all seinen Mut zusammen [Arie: „L’espoir renaît dans mon âme“]. Unter Blitz und Donner macht er sich mit seiner Leier auf den Weg.

### Zweiter Akt
Schaurige Höhlengegend am Ufer des Flusses Kokytos, in der Ferne durch einen dunklen, von Flammen durchloderten Rauch vernebelt
Szene 1 [1]. Die Wächter des Hades weisen Orpheus zunächst zurück (Ballett – Chor: „Chi mai dell’Erebo“/„Quel est l’audacieux“). Furien und Geister umkreisen ihn wirbelnd, um ihn zu verschrecken. Schließlich gelingt es ihm durch hartnäckiges Spielen und Singen (Orfeo: „Deh placatevi con me“/„Laissez vous toucher“), sie zu besänftigen (Chor: „Misero giovane, che vuoi, che mediti“/„Qui t’amène en ces lieux“), bis sie ihn einlassen (Chor: „Ah, quale incognito affetto flebile“/„Quels chants doux et touchants!“). Die Furien und Ungeheuer ziehen sich zurück [Air des Furies].
Liebliche Landschaft mit grünen Wäldchen, blühenden Wiesen, schattigen Plätzen, Flüssen und Bächen
Szene 2 [2–3]. Orpheus betritt das Elysium, die Heiterkeit der seligen Geister umfängt ihn ([Ballet des Ombres heureuses – Arie Euridice: „Cet asile aimable“] – Arioso: „Che puro ciel“/„Quel nouveau ciel“ – Chor: „Vieni a’ regni del riposo“/„Viens dans ce séjour paisible“), doch er kann seine Unruhe erst ablegen, als seine Gattin, von den Klängen seiner Leier angelockt, erscheint (Chor: „Torna, o bella, al tuo consorte“/„Près du tendre objet qu’on aime“). Er nimmt sie an der Hand und führt sie eilig hinaus, ohne sie anzusehen.

### Dritter Akt
Düstere, labyrinthisch gewundene Grotte, eingefasst von aus dem Felsen gehauenen und vollständig von Gestrüpp und wilden Pflanzen bedeckten Steinblöcken
Szene 1. Als sie bereits fast ans Tageslicht treten (Duett: „Vieni appaga il tuo consorte“/„Viens, suis un époux“), klagt Eurydike, dass ihr Mann sie nicht ansehe, also nicht mehr liebe und sie lieber in die Unterwelt zurückkehren wolle. Orpheus kann sie nicht beruhigen, und sie gerät in Panik (Arie Euridice: „Che fiero momento“/„Fortune ennemie“). Orpheus kommt nicht umhin, sich nach ihr umzudrehen. In diesem Moment bricht sie zusammen und stirbt. Erneut beklagt er sein Leid (Arie: „Che farò senza Euridice?“/„J’ai perdu mon Euridice“) und will sich erstechen.
Szene 2. Amor entreißt Orpheus den gezückten Dolch und erweckt Eurydike wieder zum Leben.
Prächtiger, Amor geweihter Tempel
Szene 3. Amor, Orpheus, Eurydike und die Hirten und Schäferinnen feiern ihre Rückkehr mit fröhlichen Tänzen und preisen Amor (Chor: „Trionfi Amore“/„L’Amour triomphe“).

Szenenbilder
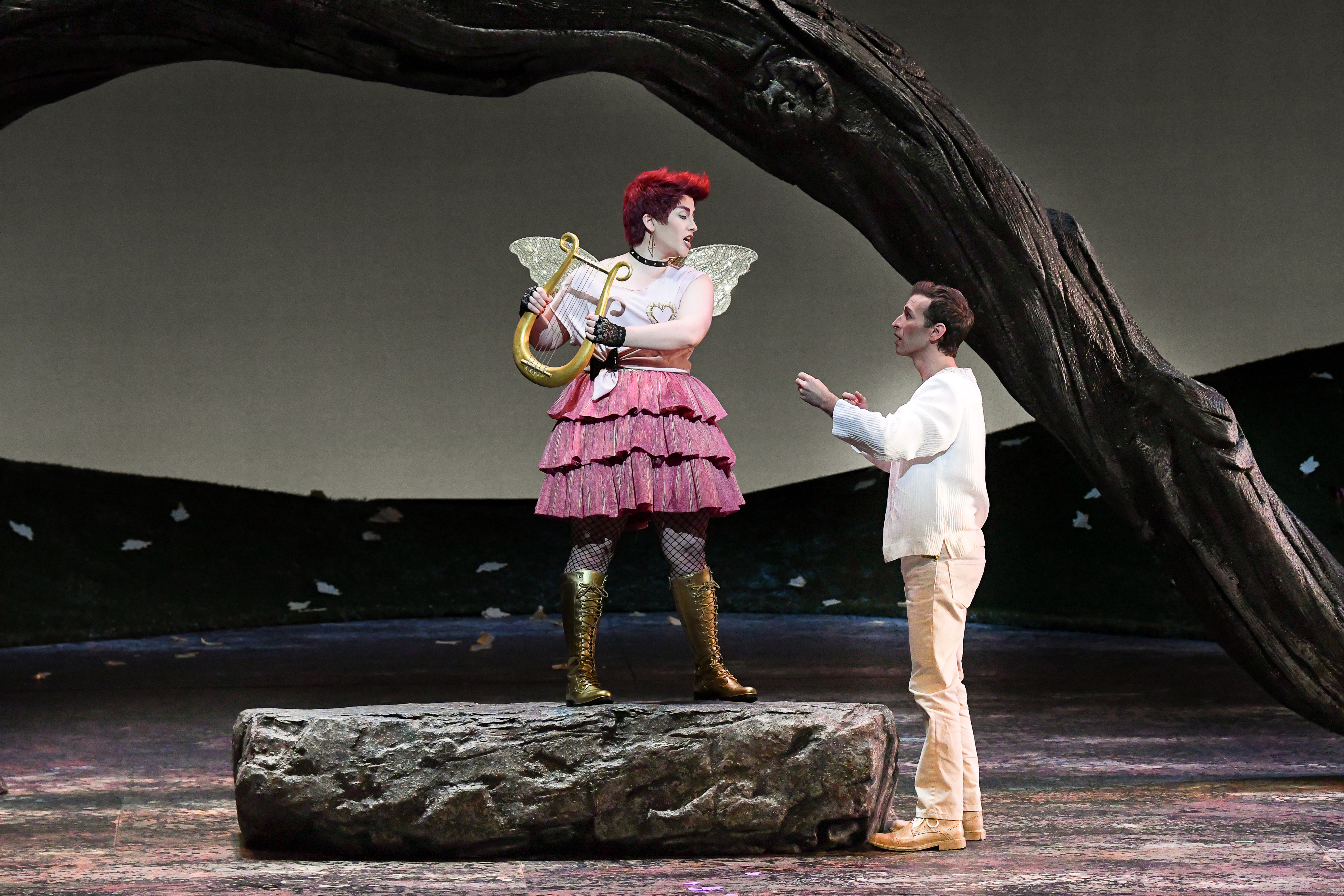
Amor und Orfeo – Florida Grand Opera 2018
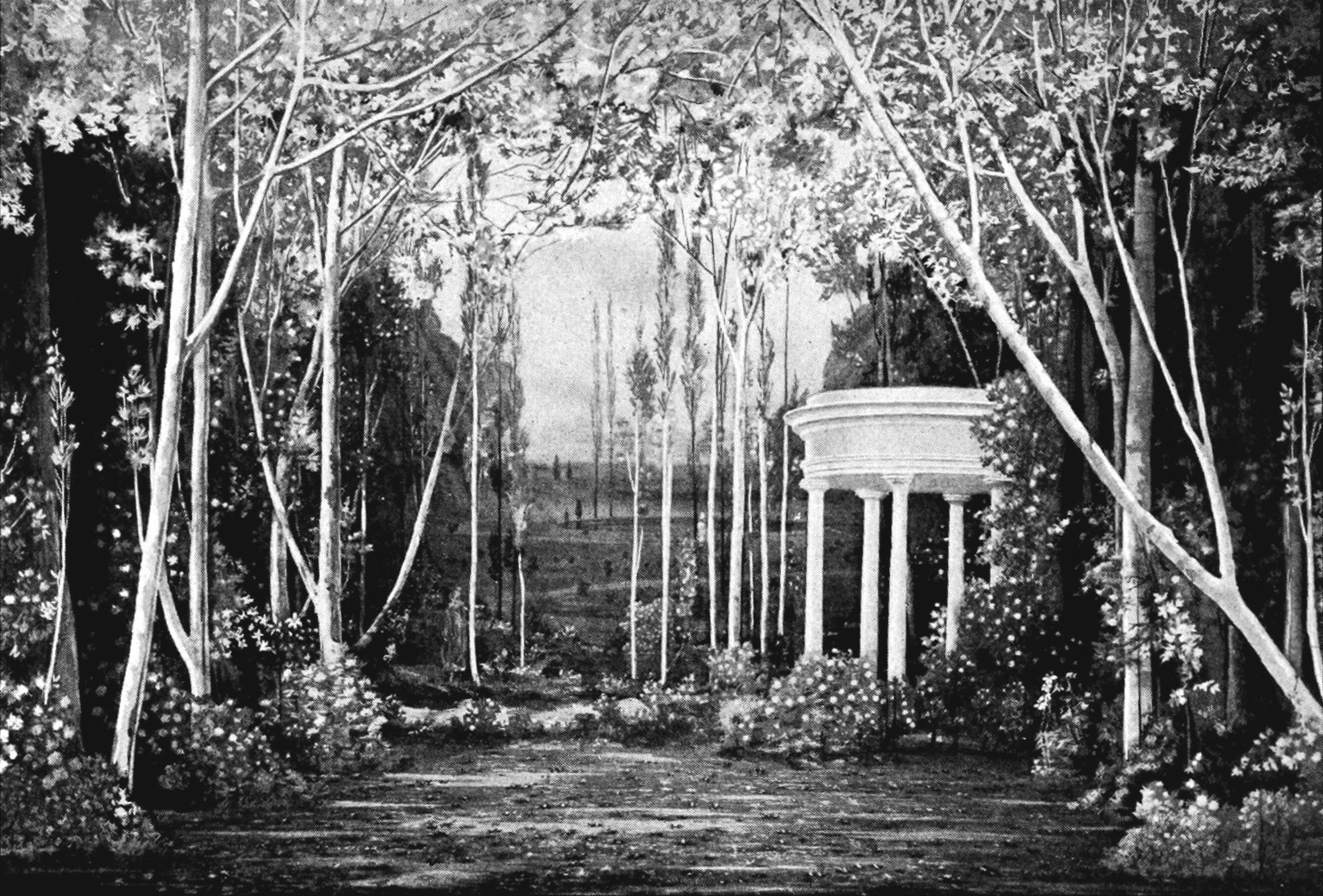
Das Elysium – Victrola book of the opera
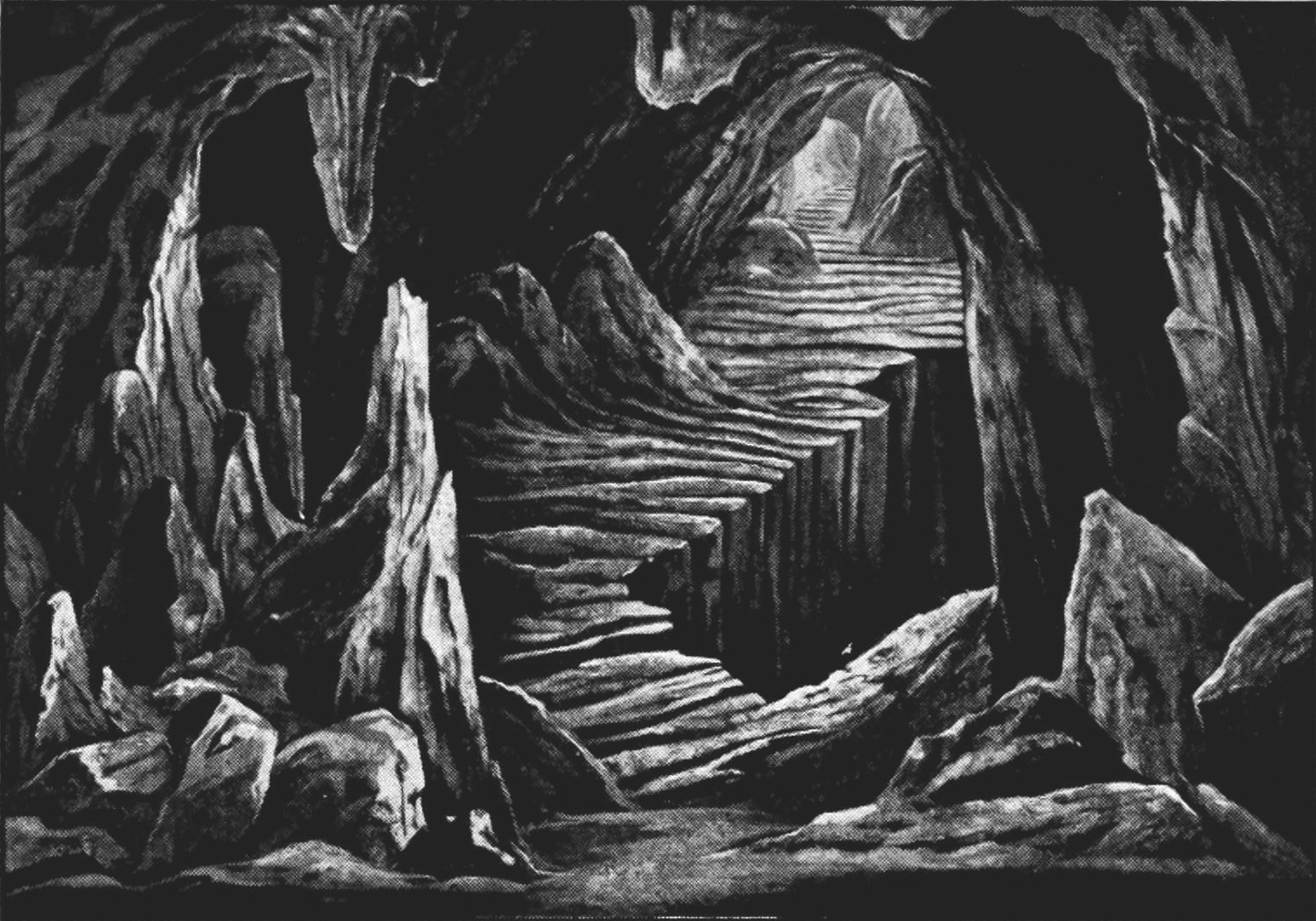
Düstere Grotte – Victrola book of the opera
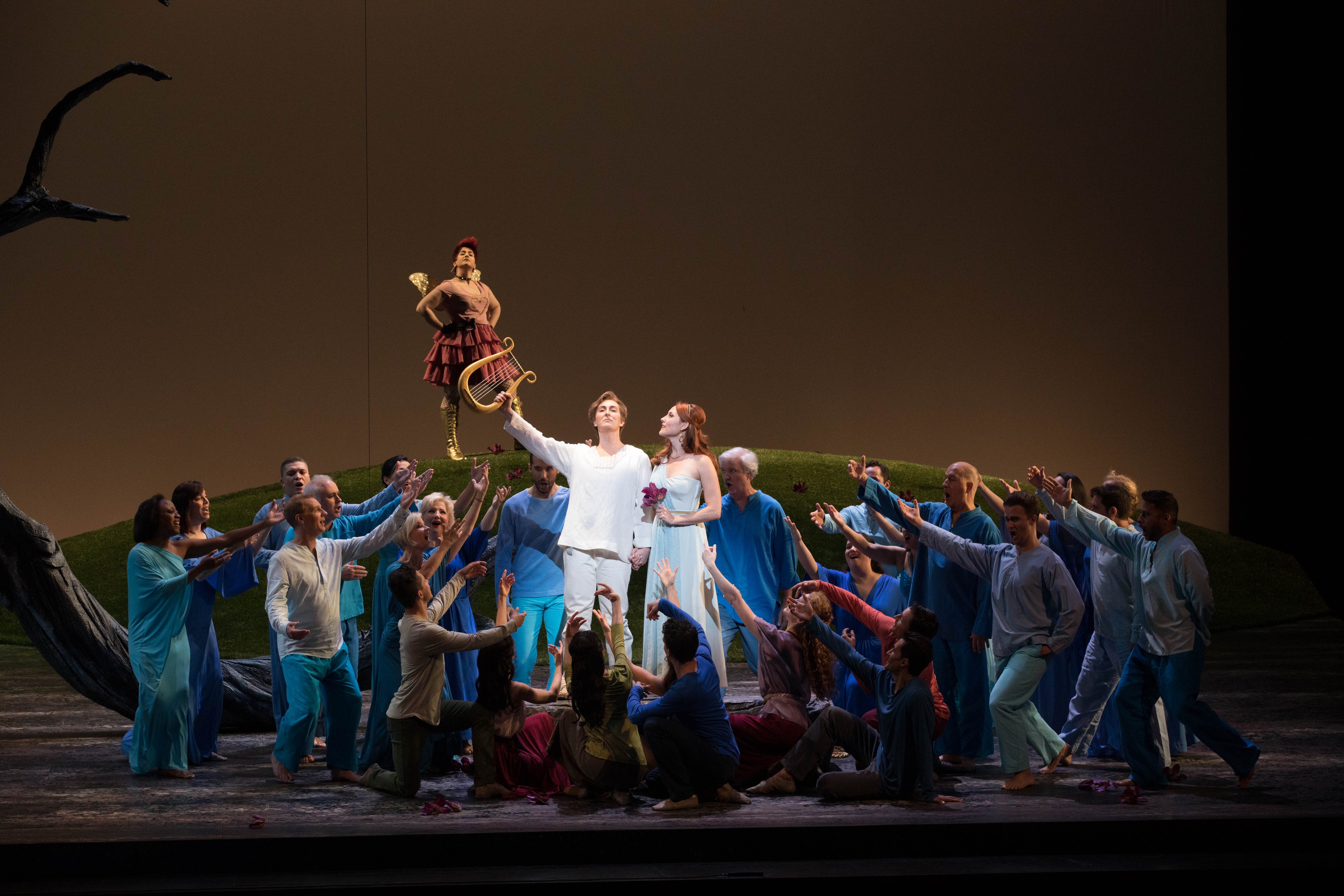
Schlussszene – Florida Grand Opera 2018

## Werkgeschichte

### Wien 1762
Durch Vermittlung des Grafen Giacomo Durazzo, des Intendanten des Wiener Hoftheaters, lernte Christoph Willibald Gluck im Februar 1761 den gerade aus Paris in Wien eingetroffenen italienischen Dichter Ranieri de’ Calzabigi kennen, mit dem er in der Folge mehrfach zusammenarbeitete. Anlass und erstes gemeinsames Projekt war das noch im selben Jahr uraufgeführte Tanzdrama Don Juan, eine experimentelle pantomimische Produktion „dans le goût des Anciens“ mit dem Tänzer und Choreografen Gasparo Angiolini und dem Architekten und Bühnenbildner Giovanni Maria Quaglio. Das Ballett benötigte zwar kein Libretto, doch es wird angenommen, dass Calzabigi Mitverfasser des im Programm enthaltenen ästhetischen Essays über die Tanzkunst war.
Der Orfeo ist die erste der drei Reformopern von Gluck und Calzabigi. Es folgten Alceste und Paride ed Elena. Eine Fassung des Librettos hatte Calzabigi vermutlich bereits bei seiner Ankunft in Wien dabei. Es basiert auf einer Fabel aus den Metamorphosen des Ovid, der Calzabigi dem Zeitgeschmack gemäß ein glückliches Ende verpasste. Auch bei diesem Projekt ging es um eine Erneuerung einer Kunstform nach dem Vorbild des antiken Theaters, da die in Wien von Pietro Metastasio verteidigte italienische Opera seria in schematischen Konventionen erstarrt war. Gluck begann mit der Vertonung wahrscheinlich erst nach der Uraufführung seiner Vorgängeroper Le cadi dupé im Dezember 1761. Er komponierte fast alle Stücke neu. Die intensive Zusammenarbeit stellte Calzabigi selbst in einem Brief vom 26. Juni 1784 an den Mercure de France heraus und betonte dabei (wohl übertrieben) seinen eigenen Anteil auch an der Komposition.
Die Oper wurde am 5. Oktober 1762 zum Namenstag von Kaiser Franz I. in Wien in Gegenwart des gesamten Hofstaats unter der Leitung des Komponisten uraufgeführt. Es sangen der Altkastrat Gaetano Guadagni (Orpheus), Marianna Bianchi (Euridice) und Lucie Clavareau (Amore). Wie beim Don Juan stammten die Choreografie von Gasparo Angiolini und die Ausstattung von Giovanni Maria Quaglio. Das Werk war beim Publikum nicht besonders erfolgreich, wurde aber von der Fachwelt intensiv diskutiert. Übersetzungen ins Deutsche und Französische erschienen noch im selben Jahr.
Obwohl Durazzo 1764 ungewöhnlicher Weise auf eigene Kosten in Paris eine Partitur herausgeben ließ, verbreitete sich das Werk vorwiegend durch Sänger der Partie des Orfeo, die es an ihre jeweiligen Aufführungsorte mitbrachten. Auch als höfische Festoper (Serenata) wurde es eingesetzt, beispielsweise 1765 aus Anlass Kaiserkrönung Josephs II. in Frankfurt. Aufgrund der Kürze wurde es oft als Pasticcio um Stücke anderer Komponisten ergänzt oder zusammen mit einem Ballett oder Theaterstück aufgeführt. Auch konzertante Aufführungen waren beliebt. Orfeos Arie „Che farò senza Euridice?“ (III:1) wurde mit geistlichem Text in österreichischen und böhmischen Klöstern gesungen, und auch andere Nummern wurden als Einzelstücke gegeben.

### Parma 1769
1769 nutzte Gluck eine bearbeitete Fassung mit dem Titel Atto d’Orfeo als einen der vier Teile seines für die Hochzeit der Erzherzogin Maria Amalia mit dem Infanten Ferdinand von Spanien in Parma komponierten Werks Le feste d’Apollo. Die Abfolge der Musiknummern behielt Gluck abgesehen vom hier gestrichenen Schlussballett bei. Das Werk wurde erstmals am 24. August 1769 gespielt. Die Titelpartie passte Gluck für den Soprankastraten Giuseppe Millico an. Diese Sopranfassung wurde in den folgenden Jahrzehnten auch in vielen anderen Ländern gespielt.

### Paris 1774
1774 überarbeitete Gluck seine Oper in Paris als „Tragédie-opéra“ mit dem Titel Orphée et Euridice grundlegend. Das französischsprachige Libretto erstellte Pierre Louis Moline nach Calzabigis Vorlage. Es handelte sich nach der im selben Jahr uraufgeführten Iphigénie en Aulide um seine zweite französische Reformoper. Die Arien, Chöre und Tänze wurden weitgehend übernommen; die französische Sprache machte es aber erforderlich, die Rezitative vollständig neu zu komponieren. Da das Werk nicht abendfüllend war, wurden einige zusätzliche Stücke eingefügt, deren Musik teilweise aus früheren Werken Glucks stammt. Hierzu zählen Orphées Arie „L’espoir renaît dans mon âme“ (I:4) und die Tänze der Furien und der seligen Geister sowie Euridices Szene „Cet asile aimable“ im zweiten Akt. Für den Geschmack des Pariser Publikums ergänzte Gluck am Schluss ein Ballett nach der Tradition der Tragédie lyrique. Außerdem transponierte er die Partie des Orpheus für den Sänger Joseph Legros in eine hohe Tenorlage (Haute-Contre). Dadurch wurden weitergehende Anpassungen an der Disposition der Tonarten notwendig. Auch die Instrumentierung der beiden Fassungen unterscheidet sich. Die Zinken, Chalumeaux und Englischhörner ersetzte Gluck durch Klarinetten und Oboen. Auch das Cembalo kam nicht mehr zum Einsatz. Stattdessen gestaltete er für das Bassfundament die Partien der tiefen Streicher differenzierter. Die Gründe, warum Gluck hierfür kein Originalwerk schuf, sondern eine italienische Oper überarbeitete, sind nicht bekannt. Da die Zeit zwischen den Premieren der Iphigénie und des Orphée knapp war, standen die Autoren unter Zeitdruck, aber auch programmatische Gründe sind vorstellbar. Wie Diskrepanzen zwischen den Druckfassungen von Libretto und Partitur zeigen, arbeiteten sie offenbar noch während der Probenphase weiter an dem Werk. Wegen der Trauerzeit nach dem Tod von König Ludwig XV. mussten die Proben zwischen dem 1. Mai und dem 15. Juni ausgesetzt werden.
Die Premiere dieser französischen Fassung war am 2. August 1774 in der Académie Royale de Musique in Paris mit Joseph Legros als Orphée, Sophie Arnould als Euridice und Rosalie Levasseur als L’Amour. Wie bei der vorangegangenen Iphigénie gab es bereits im Vorfeld viele Diskussionen über das Werk. Die Produktion war sowohl beim Publikum wie auch bei den Kritikern ein großer Erfolg. Bis zum November gab es 47 Aufführungen. Anschließend hielt sich das Werk bis 1800 nahezu durchgängig im Programm der Pariser Oper, wobei immer wieder Änderungen und Umbesetzungen vorgenommen wurden. Die Marie-Antoinette gewidmete Partitur erschien unmittelbar nach der Premiere im Druck. Bei einer zweiten, weniger erfolgreichen Aufführungsreihe zwischen 1809 und 1817 sang Louis Nourrit die für ihn etwas vereinfachte Partie des Orphée. Im Februar 1824 sang dessen Sohn Adolphe die Partie in einer Aufführungsserie, welche vorerst die letzte Aufführungsserie an der Opéra bleiben sollte.

### Berlioz 1859 und weitere Rezeption

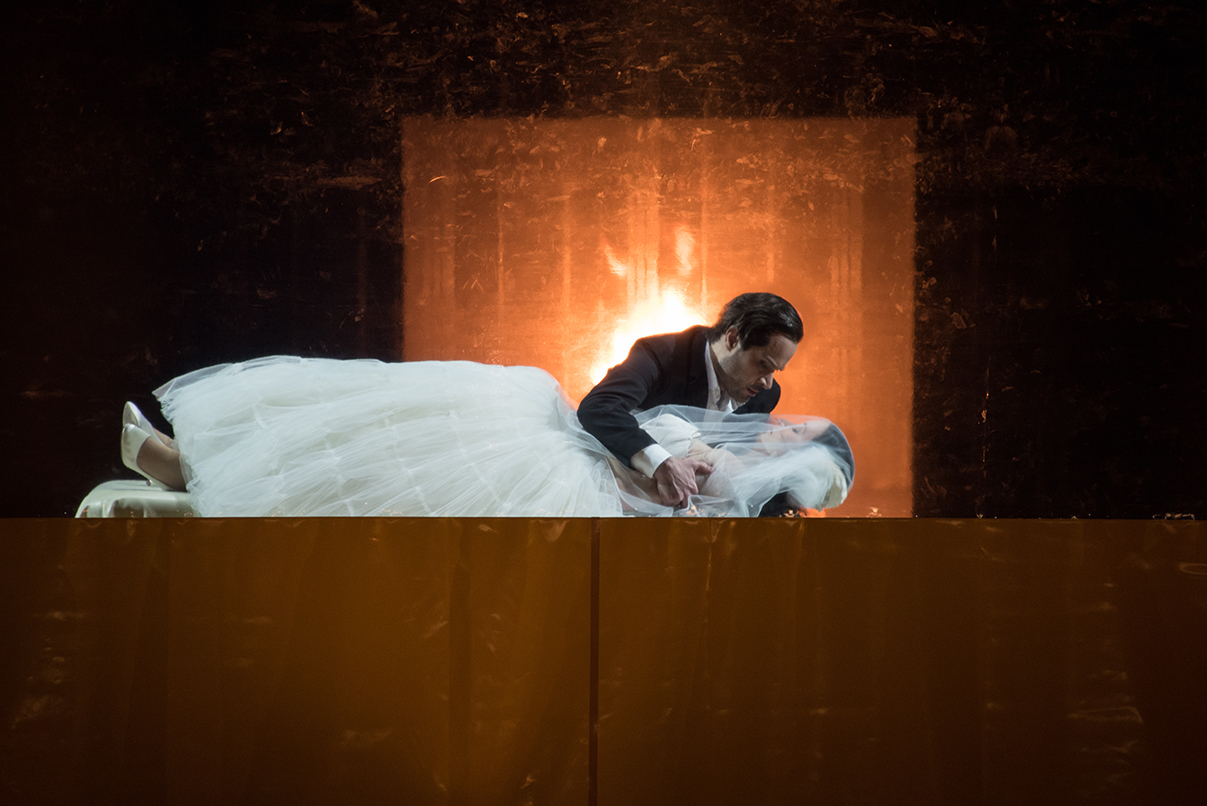
Staatsoper im Schillertheater, Berlin 2016, Dirigent: Daniel Barenboim, Regie: Jürgen Flimm, Bühne: Gehry Partners, Kostüme: Florence von Gerkan, mit Bejun Mehta und Anna Prohaska

Im 19. Jahrhundert war das Werk zunächst wenig populär, bis es durch Bemühungen von Richard Wagner, Aufführungen von Franz Liszt in Weimar 1854 und eine Neufassung von Hector Berlioz für die Altistin Pauline Viardot-García in der Titelrolle zur Wiederbelebung kam. Letztere wurde 1859 im Pariser Théâtre-Lyrique mit Marie-Constance Sass als Euridice erstmals gezeigt. Pauline Viardot-Garcías Ehemann Louis Viardot überarbeitete das Libretto anhand von Molines französischer Vorlage. Auch Berlioz nahm im Wesentlichen die französische Partitur als Basis, griff aber bei einzelnen Stücken (vor allem bei den Solostücken des Orpheus) auf die italienische Fassung zurück, wenn er sie für musikalisch oder dramaturgisch gelungener hielt. Außerdem unterteilte er das Werk in vier Akte (die Szenen in der Unterwelt und im Gefilde der Seligen bilden hier zwei separate Akte), strich etliche Nummern (darunter den dritten Vers von Orpheus’ „Objet de mon amour“, das Terzett im dritten Akt und das Schlussballett) und ersetzte den Schlusschor durch den von Glucks Oper Echo et Narcisse („Le Dieu de Paphos et de Gnide“). Beim Tonartenschema und an einigen Stellen der Instrumentation orientierte er sich an der Urfassung. Eine weitere Mischfassung stammt vom deutschen Musikverleger Alfred Dörffel.
Bis weit ins 20. Jahrhundert hinein beherrschten die verschiedenen Mischfassungen die Aufführungspraxis, obwohl sie „musikalisch und dramaturgisch Verbrechen an Gluck und Calzabigi“ darstellen. Häufig handelte es sich um italienisierte dreiaktige Fassungen von Berlioz’ Bearbeitung, manchmal ergänzt um die von Berlioz gestrichenen Nummern. Die Titelpartie wurde meist von Sängerinnen übernommen. Eine Fassung für Bariton sangen Dietrich Fischer-Dieskau und Hermann Prey. In jüngerer Zeit wurde auch die Erstfassung wieder häufiger aufgeführt, oft mit Countertenören in der Partie des Orfeo. Die extremen Höhen der für Legros komponierten französischen Fassung können nur von wenigen Tenören gemeistert werden. Durch eine Transposition der Partitur um einen Ton nach unten ist es jedoch möglich, ihrer Originalgestalt nahe zu kommen.

## Gestaltung

### Reformoper
Calzabigis Libretto ist eine deutliche Abkehr vom bisherigen Format der Opera seria. Die Neuerungen gehen weit über frühere Reformversuche hinaus. Der Text hat eine mythologische anstelle einer historischen Handlung und verzichtet auf komplexe politische und amouröse Verstrickungen. Die Anzahl der Charaktere wurde von den üblichen sechs auf nur noch drei reduziert. Im Gegenzug erhielt analog zur französischen Oper der Chor eine größere Bedeutung. Er und das Ballett sind in die Handlung einbezogen. Anstelle des traditionellen Wechsels von handlungstragendem Rezitativ und darauffolgender reflektierender Arie gibt es große zusammenhängende Szenen. Die hochemotionale Sprache ist beinahe schmucklos. Euridices „Che fiero momento“ (III:1) ist die einzige traditionelle Da-capo-Arie, doch auch deren Form wird am Ende aufgelöst. Beibehalten wurden hingegen die Aufteilung in drei Akte, die Besetzung des Protagonisten mit einem Kastraten und das glückliche Ende, das hier der Gott Amor herbeiführt. Dieser ist allerdings bereits im ersten Akt Bestandteil der Handlung und somit nicht nur ein Deus ex machina wie in der Opera seria.
Die von Calzabigi vorgelegten Reformen führte Gluck in seiner Musik weiter. Der virtuose Koloraturstil der seria-Arien wurde durch einen natürlichere und schlichtere Singweise abgelöst. Anstelle von großen Arien gibt es einfache Liedformen und Chöre, die mit Hilfe eines durchdachten Tonarten-Schemas zu zusammenhängenden Szenenblöcken verbunden sind. Ausdrucksstarke durchkomponierte Accompagnatos lösen die Secco-Rezitative der Opera seria ab. Die Ouvertüre stellt auf stilisierte Weise das Hochzeitsfest von Orpheus und Eurydike dar und ist somit wie die Chöre und Tänze in die Handlung integriert.
In der Pariser Fassung von 1774 passten Gluck und Moline das Werk an die Gepflogenheiten der französischen Tragédie lyrique an und entwickelten diese im Gegenzug weiter. Die neukomponierten Rezitative entsprechen weder dem italienischen Stil noch dem französischen „Récitatif mesuré“, sondern haben einen eigenen Tonfall. Im Vergleich mit den ursprünglichen Rezitativen der Fassung von 1762 sind sie straffer gefasst und zugleich dramatischer und nuancenreicher. Der Gegensatz zwischen den statischen und den bewegten Szenen des Werks hoben die Autoren noch stärker hervor. Erstere wurden durch einige zusätzliche Stücke erweitert. Die für Legros ergänzte Arie „L’espoir renaît dans mon âme“ (I:4) ist hingegen eine traditionelle virtuose Abgangsarie.

### Orchester
Orchesterbesetzung der italienischen Fassung Orfeo ed Euridice, Wien 1762:
- Holzbläser: zwei Flöten, zwei Chalumeaux, zwei Oboen, zwei Englischhörner, zwei Fagotte
- Blechbläser: zwei Zinken, zwei Hörner, zwei Trompeten, drei Posaunen
- Pauken
- Harfe
- Streicher
- Cembalo

Orchesterbesetzung des Atto d’Orfeo aus Le feste d’Apollo, Parma 1769:
- Holzbläser: zwei Flöten, zwei Oboen, zwei Fagotte
- Blechbläser: zwei Hörner, zwei Trompeten
- Pauken
- Harfe
- Streicher
- Cembalo

Orchesterbesetzung der französischen Fassung Orphée et Euridice, Paris 1774:
- Holzbläser: zwei Flöten, zwei Oboen, zwei Klarinetten, zwei Fagotte
- Blechbläser: zwei Hörner, zwei Trompeten, drei Posaunen
- Pauken
- Streicher
- Bühnenmusik: Oboe, Harfe

Orchesterbesetzung der Fassung von Hector Berlioz, Paris 1859:
- Holzbläser: zwei Flöten, zwei Oboen, zwei Klarinetten, zwei Fagotte
- Blechbläser: zwei Hörner, zwei Cornets à pistons, zwei Trompeten, drei Posaunen
- Pauken
- Harfe
- Streicher
- Bühnenmusik: Oboe, Klarinette, Harfe, Streicher (solistisch)

### Musiknummern Wien 1762
Die Wiener Fassung von 1762 enthält die folgenden Musikstücke (deutsche Textanfänge nach der Übersetzung bei Opera-Guide):
- Ouvertüre

Erster Akt
Szene 1
- Chor und Solo (Hirten und Nymphen, Orpheus): „Ah, se intorno a quest’urna funesta“ – „O wenn in diesen dunklen Hainen“
- Rezitativ (Orfeo): „Basta, basta, o compagni“ – „O Freunde, dieses Klagen vermehrt nur meine Leiden!“
- Ballett: Larghetto
- Chor (Hirten und Nymphen): „Ah, se intorno a quest’urna funesta“ – „O wenn in diesen dunklen Hainen“
- Arie (Orfeo): „Chiamo il mio ben così“ – „So klag’ ich ihren Tod“
- Rezitativ (Orfeo): „Euridice, Euridice, ombra cara“ – „Eurydike, Eurydike! Teurer Schatten!“
- Arie (Orfeo): „Cerco il mio ben così“ – „Wehklagend irr ich so“
- Rezitativ (Orfeo): „Euridice, Euridice! Ah, questo nome“ – „Eurydike, Eurydikel“
- Arie (Orfeo): „Piango il mio ben così“ – „Weinend gedenk ich dein“
- Rezitativ (Orfeo): „Numi, barbari numi“ – „Grausame Götter Acherons“

Szene 2
- Rezitativ (Amore, Orfeo): „T’assiste Amore!“ – „Gott Amor kommt zum Trost“
- Arie (Amore): „Gli sguardi trattieni“ – „Deines Harfenspiels Harmonien“
- Rezitativ (Orfeo): „Che disse? Che ascoltai?“ – „Wie, ich soll sie wiedersehn?“

Zweiter Akt
Szene 1
- Ballett: Maestoso
- Chor (Furien und Geister): „Chi mai dell’Erebo fra le caligini“ – „Wer ist der Sterbliche“
 Übernahme aus Don Juan, Nr. 15: Allegro non troppo
- Ballett: Presto
- Chor (Furien und Geister): „Chi mai dell’Erebo fra le caligini“ – „Wer ist der Sterbliche“
- Ballett: Maestoso
- Solo und Chor (Orfeo, Furien und Geister): „Deh placatevi con me“ – „Ach, erbarmet, erbarmet euch mein!“
- Chor (Furien und Geister): „Misero giovane, che vuoi, che mediti“ – „Jammernder Sterblicher, was willst, was suchst du hier?“
- Arie (Orfeo): „Mille pene“ – „Tausend Qualen, drohende Schatten“
- Chor (Furien und Geister): „Ah, quale incognito affetto flebile“ – „Welch ungewohnter Trieb“
- Arie (Orfeo): „Men tiranne“ – „Todesgötter, höret gnädig“
- Chor (Furien und Geister): „Ah, quale incognito affetto flebile“ – „Sein sanftes Trauerlied“

Szene 2
- Ballett: Andante
- Arioso (Orfeo, Chor): „Che puro ciel“ – „Welch reiner Himmel deckt diesen Ort!“
 Übernahme aus Ezio (Prag 1750), Nr. 7: Arie des Massimo „Se povero il ruscello“
- Chor (Helden und Heldinnen): „Vieni a’ regni del riposo“ – „Komm ins Reich beglückter Schatten“
- Ballett: Andante
- Rezitativ und Chor (Orfeo, Helden und Heldinnen): „Anime avventurose“ – „O sel’ge, beglückte Schatten“
- Chor (Helden und Heldinnen): „Torna, o bella, al tuo consorte“ – „Aus dem Reich beglückter Schatten“

Dritter Akt
Szene 1
- Rezitativ (Orfeo, Euridice): „Vieni, segui i miei passi“ – „So komm, Eurydike, folge mir“
- Duett (Orfeo, Euridice): „Vieni appaga il tuo consorte“ – „Komm, und vertrau meiner Treue!“
- Rezitativ (Euridice): „Qual vita è questa mai“ – „Ach, warum bleibet er“
- Arie (Euridice): „Che fiero momento“ – „Welch grausame Wandlung“
- Rezitativ (Orfeo, Euridice): „Ecco in nuovo tormento!“ – „Ach, nun erneut sich mein Jammer!“
- Arie (Orfeo): „Che farò senza Euridice?“ – „Ach, ich habe sie verloren“
 Übernahme aus L’ivrogne corrigé, Nr. 5: Arie des Cléon „Avec nous il prit naissance“
- Rezitativ (Orfeo): „Ah finisca, e per sempre“ – „So mag der tiefe Schmerz mit meinem Leben enden!“

Szene 2
- Rezitativ (Amore, Orfeo, Euridice): „Orfeo, che fai?“ – „Halt ein! was tust du?“

Szene 3
- Ballett: Maestoso
- Ballett: (Grazioso) – Allegro – Andante – Allegro
- Soli und Chor (Orfeo, Amore, Euridice, Hirten und Hirtinnen): „Trionfi Amore“ – „Triumph sei Amor“

### Musiknummern Paris 1774
Die Pariser Fassung von 1774 enthält die folgenden Musikstücke:
Erster Akt
Szene 1
- Chor (Orphée, Hirten und Hirtinnen): „Ah! Dans ce bois“
- Rezitativ (Orphée): „Vos plaintes, vos regrets“
- Pantomime
- Chor (Hirten und Hirtinnen): „Ah! Dans ce bois“
- Rezitativ (Orphée): „Eloignez-vous“
- Ritournelle

Szene 2
- Arie (Orphée): „Objet de mon amour!“
- Rezitativ (Orphée): „Euridice! Euridice!“
- Arie (Orphée): „Accablé de regrets“
- Rezitativ (Orphée): „Euridice! Euridice!“
- Arie (Orphée): „Plein de trouble et d’effroi“
- Rezitativ (Orphée): „Divinités de l’Achéron“

Szene 3
- Rezitativ (L’Amour): „L’Amour vient au secours“
- Arie und Rezitativ (L’Amour, Orphée): „Si les doux accords de ta lyre“
- Arie (L’Amour): „Soumis au silence“

Szene 4
- Rezitativ (Orphée): „Impitoyables Dieux!“
- Ariette (Orphée): „L’espoir renaît dans mon âme“

Zweiter Akt
Szene 1
- Maestoso
- Prélude
- Chor (Dämonen): „Quel est l’audacieux“
- Air de Furie
- Chor (Dämonen): „Quel est l’audacieux“
- Solo und Chor (Orphée, Dämonen): „Laissez vous toucher“
- Chor (Dämonen): „Qui t’amène en ces lieux“
- Arie (Orphée): „Ah! La flamme qui me dévore“
- Chor (Dämonen): „Par quels puissants accords“
- Arie (Orphée): „La tendresse qui me presse“
- Chor (Dämonen): „Quels chants doux et touchants!“
- Air de Furies
Übernahme aus Don Juan, Nr. 15: Allegro non troppo

Szene 2
- Ballet des Ombres heureuses – Reigen seliger Geister
- Air
 Übernahme aus Paride ed Elena, Ballo (II)
- Arie (Euridice, Chor der seligen Geister, Helden und Heldinnen): „Cet asile aimable“
 Übernahme aus Les amours de Flore et Zéphire, Nr. 3
- Danse des Héros et Héroïnes

Szene 3
- Rezitativ (Orphée): „Quel nouveau ciel“
- Chor (selige Geister): „Viens dans ce séjour paisible“
- Danse [des Ombres heureuses]
- Rezitativ und Chor (Orphée, selige Geister): „O vous ombres“

Szene 4
- Chor (selige Geister): „Près du tendre objet qu’on aime“

Dritter Akt
Szene 1
- Rezitativ (Orphée, Euridice): „Viens, viens, Euridice“
- Duett (Orphée, Euridice): „Viens, suis un époux qui t’adore“
- Rezitativ (Euridice): „Mais, d’où vient qu’il persiste“
- Arie (Euridice): „Fortune ennemie“
- Duett (Euridice, Orphée): „Je goûtais les charmes“
- Arie (Euridice): „Fortune ennemie“
- Rezitativ (Orphée, Euridice): „Quelle épreuve cruelle!“
- Arie (Orphée): „J’ai perdu mon Euridice“
- Rezitativ (Orphée): „Ah! Puisse ma douleur“

Szene 2
- Terzett (Euridice, Orphée, l’Amour): „Tendre Amour – Quels transports et quel délire“
 Übernahme aus Paride ed Elena, Terzett „Ah, lo veggo“
- Rezitativ (L’Amour, Orphée, Euridice): „Arrête, Orphée!“

Szene 3
- Chor (Orphée, Euridice, l’Amour): „L’Amour triomphe“
- Ballett: 1. Gracieux
- Ballett: 2. Gavotte
- Ballett: 3. Air vif
 Übernahme aus Cythère assiégée (Wien 1759), Ouvertüre bzw. Il trionfo di Clelia, Nr. 1: Ouvertüre (nur Allegro-Satz)
- Ballett: 4. Menuet
 Übernahme aus Tetide, Sinfonia (3. Satz) bzw. Il trionfo di Clelia, Nr. 1: Ouvertüre (Menuet)
- Ballett: 5. Maestoso
- Ballett: 6. Très lentement
- Ballett: 7. Chaconne
 Teil-Übernahme (Takte 144–173) aus Les amours d’Alexandre et de Roxane (Chaconne) bzw. Iphigénie en Aulide, Anhang XVIII, Chaconne, Divertissement nach dem dritten Akt (Erstdruck Paris 1774, Takte 56–79 und 98–103)

### Notenbeispiele
Zu den bedeutendsten Stücken der Oper gehören die Trauerpantomime und Chöre im ersten Akt, die Beschwörung der Furien, der „Reigen der seligen Geister“ und das Erstaunen Orpheus’ beim Eintritt in das Elysium im zweiten Akt sowie Orpheus’ Arie nach dem erneuten Verlust Eurydikes im dritten Akt.
- Die Es-Dur-Klage seiner Freunde zu Beginn der Oper unterbricht Orpheus drei Mal mit dem Aufschrei „Euridice!“ („Ah, se intorno a quest’urna funesta“/„Ah! Dans ce bois“, I:1)
- In Hadesszene antworten die Furien auf das Orpheus’ flehentlichen Gesang mehrfach mit einem klaren „Nein“ („Deh placatevi con me“/„Laissez vous toucher“, II:1), bevor er sie umstimmen kann.
- Beim Übergang in das Elysium erklingt der „Reigen der seligen Geister“. Dieses F-Dur-Menuett dehnte Gluck in der Pariser Fassung durch einen neuen d-Moll-Mittelteil mit Soloflöte auf beinahe die dreifache Länge aus (II:2).
- Anschließend besingt Orpheus die liebliche Natur dieses Orts in einer der originellsten Arien der Oper („Che puro ciel“/„Quel nouveau ciel“, II:2) mit der differenziertesten Orchestrierung, die Gluck je schuf. In der Urfassung des Orfeo wird eine Oboen-Melodie von sanften Triolen der Streicher, dem Solo-Cello und der Flöte begleitet, gelegentlich noch von Solo-Fagott, Horn und Generalbass unterstützt. Für die Parma-Fassung von 1769 und noch mehr für die Pariser Fassung von 1774 vereinfachte er dieses Stück.[4]
- Orpheus’ Arie „Che farò senza Euridice“/„J’ai perdu mon Euridice“ (III:1) ist ein Lamento in C-Dur (Wien 1762) bzw. F-Dur (Paris 1774), das Gluck bei der Überarbeitung um ein Orchesternachspiel ergänzte. Wie der Klagegesang des ersten Akts besteht es aus drei Strophen, die hier durch die Ausrufe „Euridice! Euridice!“, dort durch rezitativische Abschnitte voneinander getrennt sind.[4]

## Aufnahmen
Orfeo ed Euridice ist vielfach auf Tonträger erschienen. Operadis nennt 58 Aufnahmen der italienischen Fassung im Zeitraum von 1940 bis 2009 und 23 Aufnahmen der französischen Fassung im Zeitraum von 1935 bis 2008. Daher werden im Folgenden nur die in Fachzeitschriften, Opernführern oder Ähnlichem besonders ausgezeichneten oder aus anderen Gründen nachvollziehbar erwähnenswerten Aufnahmen aufgeführt.
- 1935 – Henri Tomasi (Dirigent), Orchestre Symphonique de Paris, Chorus Alexis Vlassof.
 Alice Raveau (Orphée), Germaine Féraldy (Euridice), Jany Delille (L’Amour).
 Erste bekannte Aufnahme; französische Fassung von 1774; stark gekürzt.
 Music memoria CD: 30325, Cantus Classics 500276 (2 CDs).[14]:5501
- 1956 – Hans Rosbaud (Dirigent), Orchestre de l’Association des Concerts Lamoureux, Ensemble Vocal Roger Blanchard.
 Léopold Simoneau (Orphée), Suzanne Danco (Euridice), Pierrette Alarie (L’Amour).
 Studioaufnahme; französische Fassung von 1774; ohne die Arie des Orphée vom Ende des ersten Akts.
 Csampai/Holland: „Diskographische Empfehlung“.[6]
 Philips CD: 434 784-2.[14]:5512
- 1956 – Ferenc Fricsay (Dirigent), RIAS Symphonie-Orchester Berlin, RIAS Kammerchor Berlin.
 Dietrich Fischer-Dieskau (Orpheus), Maria Stader (Eurydike), Rita Streich (Amor).
 Studioaufnahme; Mischfassung in deutscher Sprache.
 Opernwelt-CD-Tipp: „künstlerisch wertvoll“.[7]
 DG 439 711 2 (2 CD).[14]:5513
- Juli 1965 – Renato Fasano (Dirigent), I Virtuosi di Roma, Coro Polifomica di Roma.
 Shirley Verrett (Orfeo), Anna Moffo (Euridice), Judith Raskin (Amore).
 Studioaufnahme; Mischfassung (Hector Berlioz) in italienischer Sprache; vollständige Ballettmusik.
 Opernwelt-CD-Tipp: „künstlerisch wertvoll“.[7]
 RCA CD: GD 87896 (2 CD), RCA LP: RL 42256.[14]:5525
- 1982 – Sigiswald Kuijken (Dirigent), La Petite Bande, Collegium Vocale Gent.
 René Jacobs (Orfeo), Magdalena Falewicz (Euridice), Marjanne Kweksilber (Amore).
 Studioaufnahme; italienische Fassung von 1762.
 Opernwelt-CD-Tipp: „künstlerisch wertvoll“.[7]
 Accent CD: ACC 30023 (2 CDs).[14]:5538
- 1991 – Hartmut Haenchen (Dirigent), Harry Kupfer (Inszenierung), Orchester und Chor des Royal Opera House Covent Garden.
 Jochen Kowalski (Orfeo), Gillian Webster (Euridice), Jeremy Budd (Amore).
 Video; live aus London; italienische Fassung; leicht gekürzt; zusätzlich das zweite Ballett II:2; Schlussballett bis auf die Maestoso-Einleitung vollständig.
 Csampai/Holland: „Diskographische Empfehlung“.[6]
 Castle RM VI: CV 2837, Pioneer LD: 63247, Pioneer LD: PLMCB 00621, Arthaus 100417 (1 DVD).[14]:5551
- 6.–9. Mai 1991 – Frieder Bernius (Dirigent), Tafelmusik Baroque Orchestra, Kammerchor Stuttgart.
 Stefan Beckerbauer (Orfeo), Nancy Argenta (Euridice), Michael Chance (Amore).
 Studioaufnahme; italienische Fassung von 1762; vollständig.
 Csampai/Holland: „Diskographische Empfehlung“.[6]
 Sony SX2K 48040 (2 CDs).[14]:5552
- Mai 1991 – John Eliot Gardiner (Dirigent), English Baroque Soloists, Monteverdi Choir.
 Derek Lee Ragin (Orfeo), Sylvia McNair (Euridice), Cyndia Sieden (Amore).
 Studioaufnahme; italienische Fassung von 1762.
 Gramophone-Empfehlung: „Top Countertenor (1762 version)“.[15]
 Philips CD: 434 093 2, Decca 028947042426 (2 CDs).[14]:5554
- 1999 – John Eliot Gardiner (Dirigent), Robert Wilson (Inszenierung), Orchestre Révolutionnaire et Romantique, Monteverdi Choir.
 Magdalena Kožená (Orphée), Madeline Bender (Euridice), Patricia Petibon (L’Amour).
 Video; live aus Paris; französische Fassung von 1774 bzw. Hector Berlioz 1859; mit Arie und Rezitativ „Amour viens rendre à mon âme“ am Ende des ersten Akts; neuer Schlusschor nach Terzett „Tendre amour“; ohne „L’Amour triomphe“; Schlussballett.
 Csampai/Holland: „Diskographische Empfehlung“.[6]
 Gramophone-Empfehlung: „DVD Choice (Berlioz version)“.[15]
 Videoland 1 VC, Arthaus/Naxos DVD 100 062.[14]:5563
- Januar 2001 – René Jacobs (Dirigent), Freiburger Barockorchester, RIAS Kammerchor Berlin.
 Bernarda Fink (Orfeo), Veronica Cangemi (Euridice), María Cristina Kiehr (Amore).
 Studioaufnahme; italienische Fassung von 1762.
 Opernwelt-CD-Tipp: „künstlerisch wertvoll“.[7]
 Csampai/Holland: „Diskographische Empfehlung“.[6]
 Gramophone-Empfehlung: „Overall Top Choice (1762 version)“.[15]
 Harmonia Mundi HMC 901742.43 (2 CDs).[14]:5566
- Juni 2002 – Marc Minkowski (Dirigent), Les Musiciens du Louvre Grenoble.
 Richard Croft (Orphée), Mireille Delunsch (Euridice), Marion Harousseau (L’Amour).
 Live aus der Salle Molière in Poissy; französische Fassung von 1774.
 Csampai/Holland: „Diskographische Empfehlung“.[6]
 Gramophone-Empfehlung: „Top Tenor (1774 version)“.[15]
 DGG Archiv Produktion 471 582 (2 CDs).[14]:5569
- 23.–29. Januar 2023 – Stefan Plewniak (Dirigent), Il Giardino d’Amore (Chor und Orchester)
 Jakub Józef Orliński (Orpheus), Elsa Dreisig (Eurydike), Fatma Said (Amore).
 Studioaufnahme; italienische Fassung von 1762.
 NDR, Album der Woche: „Eine großartige, eine exemplarische Aufnahme von diesem Meisterwerk!“
 Erato[16][17]

## Digitalisate
- Orfeo ed Euridice: Noten und Audiodateien im International Music Score Library Project
- Libretto (italienisch/französisch, Wien 1762). Digitalisat bei Google Books
- Libretto (italienisch/französisch, Wien 1762). Digitalisat bei Google Books
- Libretto (italienisch, Wien 1762). Digitalisat bei Google Books
- Partitur (Paris 1774). Digitalisat bei Gallica
- Libretto (französisch, Paris 1774). Digitalisat bei Gallica
- Libretto (französisch, Paris 1810). Digitalisat der Library of Congress
- Ferdinand Prinner: Libretto (deutsch). Digitalisat des Münchener Digitalisierungszentrums
- Johann Daniel Sander: Libretto (deutsch, um 1810). Digitalisat des Münchener Digitalisierungszentrums